# LUCY LOVE
『LUCY LOVE』（ルーシー・ラヴ）は、日本の女性シンガー、Noaの1stアルバム。2008年12月3日発売。

## 概要
- 仙台を拠点に活動しているNoaのデビュー・アルバムである。LGYankeesが総合プロデュースを手掛けている（LGYankeesは3曲目の「Fondness」にも参加している。）。
- アメリカ合衆国カリフォルニア州の服飾ブランド「LUCY LOVE」の商標および衣装がタイアップされている。

## 収録曲
1. Intro
  - 作曲：DJ No.2
2. 信じてる
  - 作詞：Noa 作曲：NO DOUBT TRACKS
3. Fondness feat.LGYankees
  - 作詞：Noa, HIRO, RYO 作曲：NO DOUBT TRACKS
4. Lady Soul feat.ShaNa
  - 作詞：Noa, ShaNa 作曲：NO DOUBT TRACKS
5. Last Letter
  - 作詞：Noa 作曲：NO DOUBT TRACKS
6. One‐Way Love
  - 作詞：Noa 作曲：NO DOUBT TRACKS
7. Let's Getting Love!
  - 作詞・作曲：DJ No.2
8. KO.A.KU.MA II feat.MAICHI
  - 作詞・作曲：DJ No.2

LGYankees&GIPPER『1 〜ONE〜』収録の「KO.A.KU.MA」のパート2。モデルの高橋真依子がMAICHIとして参加。
「玉ニュータウン」（テレビ埼玉）2008年12月期エンディングテーマ
9. Chase feat.Buzz
  - 作詞：Noa, Buzz 作曲：NO DOUBT TRACKS
10. …いいよね?
  - 作詞・作曲：DJ No.2
11. Gift feat.Clef
  - 作詞：Noa, Clef 作曲：NO DOUBT TRACKS
12. Flap Away feat.山猿
  - 作詞：Noa, 山猿 作曲：NO DOUBT TRACKS
13. Outro
  - 作曲：DJ No.2

-Bonus Track-
1. Peace My Life feat.山猿&FRENZY
  - 作詞：山猿, FRENZY, DJ NO.2 作曲：FUEKISS!!

オムニバスアルバム『NORTH EAST 2』に収録されている楽曲。